# Widna
Widna (polska) eller Vidnavka (tjeckiska) är ett vattendrag i östra Tjeckien och södra Polen.